# Jonna Mendez
Jonna Mendez (født Hiestand, 1945) er en amerikansk tidligere forklædningschef i Central Intelligence Agency's (CIA) kontor for teknisk service.
Jonna Hiestand blev født i 1945 i Campbellsville, Kentucky. I 1963 tog hun eksamen fra gymnasiet i Wichita, Kansas og gik videre på college på Wichita State University. Efter eksamen arbejdede hun for Chase Manhattan Bank i Frankfurt. I 1966 blev hun rekrutteret af CIA i Europa og startede en karriere hos dem.
Mens hun var i CIA, levede Mendez undercover og var udstationeret i Europa, Fjernøsten og Det indiske subkontinent og ved CIA's hovedkvarter. I 1970 kom hun til afdelingen for teknisk service. Som teknisk driftsmedarbejder forberedte Mendez CIA's højest placerede udenlandske aktiver i brugen af spionkameraer og behandling af de efterretningsoplysninger som de indhentede. I denne rolle udviklede hun også sine fotografiske færdigheder. I 1982 var hun en af de få, der blev udvalgt til et år langt lederudviklingsprogram. Efter programmets afslutning fik hun et valg blandt nogle opgaver og blev generalist i forklædning, identitetstransformation og hemmelig billeddannelse i Syd- og Sydøstasien.
Hun blev placeret i Denied Area Operations for forklædning i 1986. I 1988 blev hun forfremmet til stedfortrædende chef for forklædningsafdelingen og i 1991 chef for forklædning. I løbet af sin tid som forklædningschef mødtes hun med præsident George H.W. Bush i forklædning, som hun fjernede på mødet for at demonstrere effektiviteten af forklædningskunsten. I 1993 gik hun på pension og blev tildelt CIA's Commendation Medal.
Jonna Hiestand Goeser mødte sin anden mand, Tony Mendez, også en CIA-officer, mens hun gjorde tjeneste i Bangkok. Efter Mendezs pensionering i 1990 blev de gift i 1991. De havde en søn sammen.

## Senere år
Siden pensionering fra CIA i 1993 fungerede Mendez og hendes mand i bestyrelsen for International Spy Museum i Washington, DC. De var begge involveret i museets planlægning og design.